# تصبغ العين
تصبُّغ العين (بالإنجليزية: Ocular Melanosis) هو آفة زرقاء رمادية أو بنية اللون في الملتحمة يمكن تقسيمه إلى تصبُّغ ظهاري حميد للملتحمة (بالإنجليزية: Benign Conjunctival Epithelial Melanosis) وتصبُّغ مكتسب أولي (بالإنجليزية: PrimaryAcquired Melanosis)، حيث يُعتبر الأخير عامل خطر للإصابة بـورم الميلانوما العنبية. يحدث هذا المرض بسبب زيادة الخلايا الصباغية في القزحية والمشيمية والهياكل المحيطة. يمكن أن يؤدي الإفراط في إنتاج الصبغة بواسطة هذه الخلايا إلى انسداد الشبكة التربيقية التي تُصرَّف من خلالها السوائل من العين. تؤدي زيادة السوائل في العين إلى ارتفاع الضغط، مما قد يؤدي إلى الماء الأزرق على العين فيما يعرف بالجلوكوما. تُعرف هذه الحالة لدى البشر أحيانًا بـمتلازمة تشتت أو انتشار الصبغة.

## تصبُّغ الملتحمة الظهارى الحميد
تصبُّغ الملتحمة الظهاري الحميد (BCEM) والمعروف أيضًا بفرط تصبُّغ الملتحمة أو التصبُّغ المرتبط بلون البشرة أو التصبُّغ العرقى ، هو آفة غير سرطانية في الملتحمة توجد بشكل شائع لدى الأشخاص ذوي البشرة الداكنة (أكثر من 90% من الآفات تُوجد في الأشخاص السود وحوالي 5% في الأشخاص البيض). يحدث ذلك بسبب زيادة إنتاج  الميلانين في ظل وجود عدد طبيعي من الخلايا الصبغية في الملتحمة. يظهر هذا التصبغ في مرحلة مبكرة جداً من الحياة ولا يبدو أن نمطه يتغير عند بلوغ سن الرشد. قد يكون هناك تباين في تأثر العينين، وعادةً ما تُوصف الآفات بأنها مناطق تصبغ مسطحة وبنية ومناطق غير منتظمة من التصبغ.

## التصبُّغ المكتسب الأولي

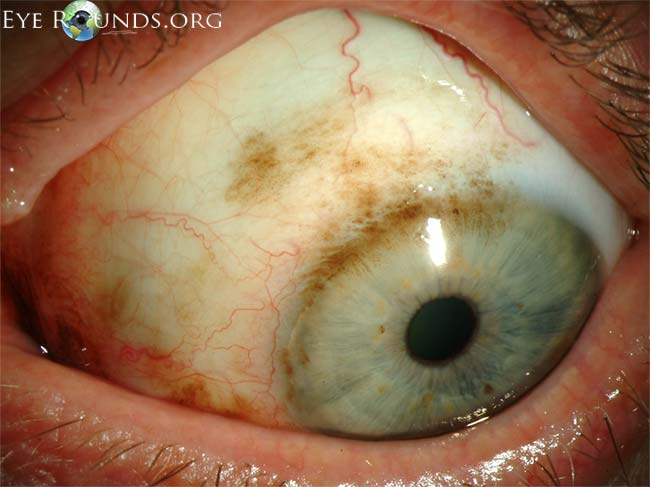
مظهر بنى فاتح غير مكتمل للتصبغ الأولى المكتسب

التصبُّغ المكتسب الأولي (PAM) هو آفة سرطانية محتملة في الملتحمة، والتي تُعتبر أكثر عرضة للتحول إلى ميلانوما خبيثة لدى الأشخاص البيض. وُجد أن حوالي 75% من الميلانوما التي تنشأ من الملتحمة في سياق التصبغ الأولي . يختلف عن التصبغ الظاهري الحميد لأن هناك تكاثر أو زيادة في عدد الخلايا الصباغية، مما يُعزى إلى زيادة خطر تكوين الأورام. ومع ذلك، قد يحدث التصبغ الأولي دون حدوث عدم نمطية أو خلل في النسيج الصبغي، وهو ما لا يحمل خطر التحول إلى ورم خبيث ، أو بوجود عدم نمطية و خلل في النسيج الصبغي. من المهم جداً تحديد العمر الذي لوحظت فيه الآفة لأول مرة، لأنه من المرجح أن تكون شامة أو وحمة حميدة إذا اكتُشفت في وقت مبكر. قد تشبه هذه الآفة التصبغ الظاهري الحميد لأن الآفة قد تكون مسطحة وبنية أو زرقاء رمادية ومنتشرة في الملتحمة، لكنها في الغالب توجد في عين واحدة فقط.

### التشخيص
عادةً ما تكون بقعة أحادية الجانب، ومسطحة، ومتقطعة، ومصبوغة ،وتشمل حافة القرنية والصلبة والملتحمة بين الجفنين.
فحص المصباح الشقي.
فحص نسيجي مرضي يظهر تكاثر الخلايا الصباغية الظهارية الملتحمة داخل الظهارة.
سمات قد تشجع طبيب العيون على أخذ خزعة من الآفة تتضمن و لكن لا تنحصر فى:
- زيادة الحجم أو حجم أكبر من 5 مم
- إصابة الملتحمة تحت الجفنين
- مظهر عقيدى
- ظهور أوعية دموية محيطة بالبقعة
- تاريخ سابق للإصابة بسرطان الجلد (الميلانوما )

### العلاج
هناك بعض استراتيجيات الإدارة والعلاج لمرض التصبغ الأولي . عندما تكون الآفات صغيرة، يمكن مراقبتها بعناية سنويًا. من المهم مقارنة الصور من سنة إلى سنة. أما بالنسبة للآفات المتوسطة والكبيرة، يُمكننا  التفكير في الجراحة (الخزعة الاستئصالية مقابل الخزعة الجراحية) أو العلاج الكيميائي أو العلاج بالتبريد.
عندما يكون لدى المريض التصبغ الأولي مع حدوث عدم نمطية أو خلل في النسيج الصبغي يُوصى بإجراء خزعة استئصالية مع العلاج بالتبريد كوسيلة للعلاج. بالنسبة لبعض المرضى الذين يعانون من آفات منتشرة، لا تُعد الجراحة خيارًا متاحاً. في هذه الحالات، يُوصى بالعلاج بالتبريد مع الميتوميسين C الموضعي، وهو عامل علاج كيميائي.